# Heterogemma laxa
Heterogemma laxa là một loài rêu tản trong họ Jungermanniaceae. Loài này được (Lindb.) Konstant. & Vilnet mô tả khoa học lần đầu tiên năm 2009.